# Shannon Hills
Shannon Hills is een plaats (city) in de Amerikaanse staat Arkansas, en valt bestuurlijk gezien onder Saline County.

## Demografie
Bij de volkstelling in 2000 werd het aantal inwoners vastgesteld op 2005.
In 2006 is het aantal inwoners door het United States Census Bureau geschat op 2883, een stijging van 878 (43,8%).

## Geografie
Volgens het United States Census Bureau beslaat de plaats een oppervlakte van
3,9 km², geheel bestaande uit land.

## Plaatsen in de nabije omgeving
De onderstaande figuur toont nabijgelegen plaatsen in een straal van 16 km rond Shannon Hills.